# Rosenbergia drumonti
Rosenbergia drumonti es una especie de escarabajo longicornio del género Rosenbergia, tribu Batocerini, subfamilia Lamiinae. Fue descrita científicamente por Wallin y Nylander en 2007.

## Descripción
Mide 45-59 milímetros de longitud.

## Distribución
Se distribuye por Indonesia y Papúa Nueva Guinea.